# 1580
1580 (MDLXXX) fue un año bisiesto comenzado en viernes del calendario juliano, y un año bisiesto comenzado en martes del calendario gregoriano proléptico.

## Acontecimientos
- 17 de febrero: Bernal Díaz del Castillo termina su Verdadera historia de los sucesos de la conquista de Nueva España.
- 15 de marzo: Felipe II de España publica un edicto de proscripción contra Guillermo de Orange, poniendo precio a su cabeza.
- 6 de abril: Un terremoto de 5,9 sacude el estrecho de Dover.
- 11 de junio: Segunda fundación de Buenos Aires por  Juan de Garay.
- 13 de junio: en Bogotá (Colombia), una bula papal ordena la fundación de la Universidad Santo Tomás, la primera en ese país.
- 26 de junio: en Chile, se funda la villa de Chillán.
- 25 de agosto: Batalla de Alcântara: los tercios españoles dirigidos por Fernando Álvarez de Toledo derrotan a las fuerzas portuguesas por la sucesión al trono de Portugal.
- 19 de septiembre: las Provincias Unidas de los Países Bajos firman con Francisco de Anjou el tratado de Plessis-les-Tours, por el que este debería ascender al trono del país.
- 4 de octubre: Lorenzo Suárez de Mendoza, conde de La Coruña, toma posesión como quinto virrey de la Nueva España.
- 7 de diciembre: primera erupción registrada del volcán Galeras.

## Nacimientos

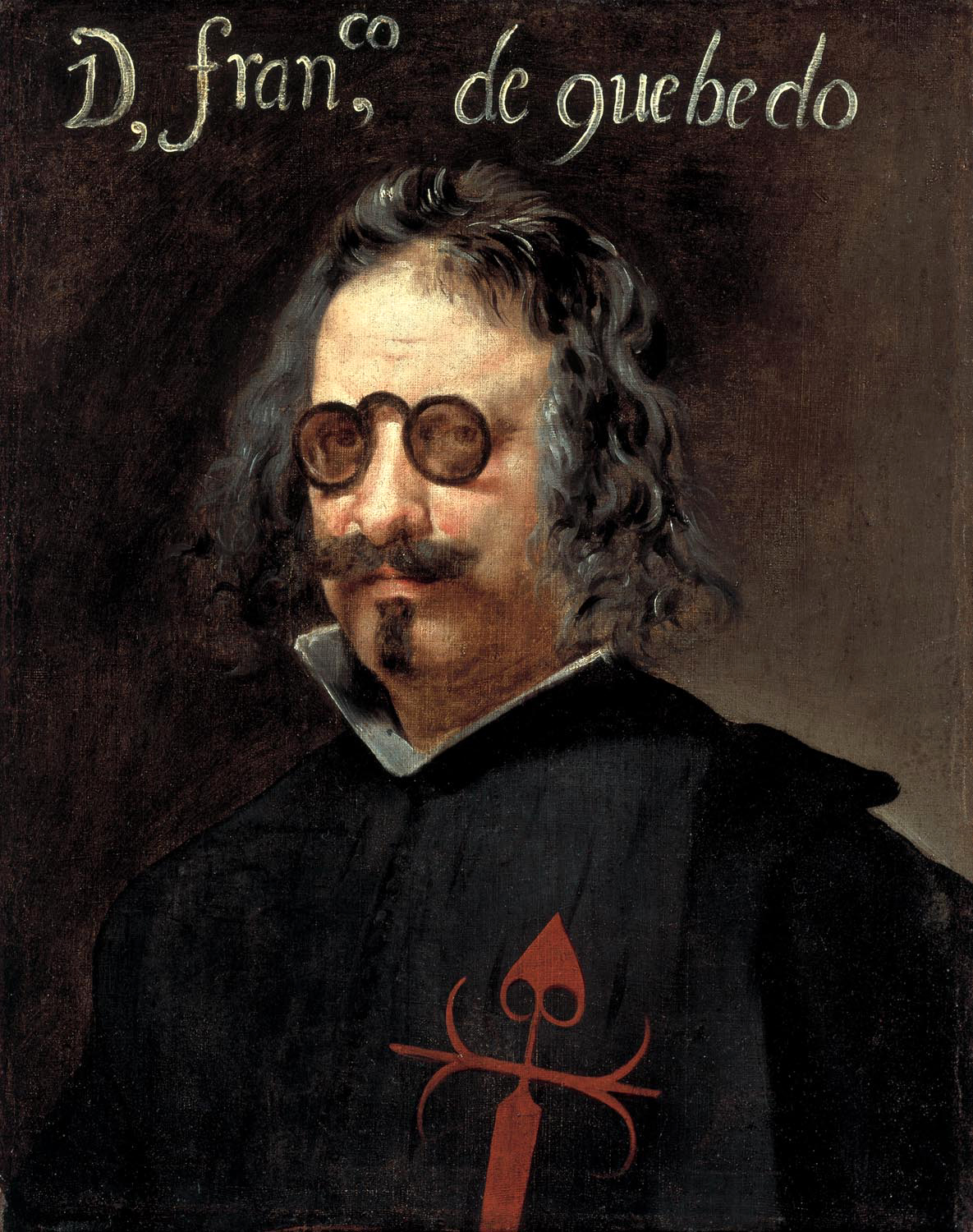
Francisco de Quevedo.

- 12 de enero: Jan Baptista van Helmont, físico y químico belga (f. 1644).
- 18 de abril: Pedro de Orrente, pintor español (f. 1645)
- 30 de mayo: Fadrique Álvarez de Toledo y Mendoza, militar y político español (f. 1634)
- 6 de junio: Govaert Wendelen, astrónomo flamenco (f. 1667)
- 9 de junio: Daniel Heinsius, erudito flamenco (f. 1655).
- 26 de junio: Pedro Claver, misionero y sacerdote jesuita canonizado en 1888. (f. 1654).
- 29 de julio: Francesco Mochi, escultor italiano (f. 1654)
- 19 de agosto: Pierre Vernier, matemático e inventor francés (f. 1637).
- 14 de septiembre: Francisco de Quevedo, escritor español (f. 1645)
- 12 de octubre: Hortensio Félix Paravicino, religioso trinitario español, poeta y orador (f. 1633)

## Fallecimientos
- 31 de enero: Enrique I, rey portugués (n. 1512).
- 3 de febrero: Mahidevran Sultan, consorte de Solimán el Magnífico. (n 1500)
- 25 de febrero: Rodrigo de Quiroga, conquistador español (n. 1512)
- 3 de noviembre: Jerónimo Zurita y Castro, historiador español (n. 1512)

### Sin fecha
- Luis Camoens, escritor y poeta portugués.